# Eugênio II, 11.º príncipe de Ligne
Eugênio Frederico Maria Lamoral de Ligne, 11.º Príncipe de Ligne, d'Epinoy, d'Amblise e do Sacro Império Romano, (em francês:  Eugène Frédéric Marie Lamoral de Ligne; Breuilpont, 10 de agosto de 1893 — Castelo de Beloeil, 26 de junho de 1960) foi um nobre e diplomata belga. Filho de Ernesto, 10.º Príncipe de Ligne e de Diana de Cossé-Brissac.

## Biografia
Nascido em 10 de agosto de 1893 em Breuilpont, França, Eugênio de Ligne era o segundo filho de Ernesto, 10° Príncipe de Ligne e de sua esposa, Diana de Cossé-Brissac.
Em 1920, depois de estudar filosofia e letras, ele teve uma carreira diplomática, trabalhando em Bucareste, Paris, Madri, Londres e Washington. 
Em 1937, com a morte de seu pai, Eugênio se tornou o 11.º príncipe de Ligne e do Sacro Império Romano. 
Durante a invasão da Bélgica pela Wehrmacht, em 1940, Eugênio liderou e juntou-se a tropas perto da Antuérpia. Ele transformou o Castelo de Beloeil em um refúgio para crianças judias.   Depois da Segunda Guerra Mundial, o príncipe foi nomeado embaixador belga na Índia (1947–1951) e na Espanha (1951–1958). Em 1954, foi investido cavaleiro da Ordem do Tosão de Ouro.

## Casamento e filhos
Em 28 de fevereiro de 1917, Eugênio desposou Filipina de Noailles,  filha de Francisco de Noailles, 10.º  Príncipe de Poix, e de Madeleine Dubois de Courval. Eles tiveram quatro filhos:
- Baudouin de Ligne, nascido em 27 de novembro de 1918. Casou-se com Monique de Bousies; sem descendência.
- Isabel Maria de Ligne, nascida em 14 de janeiro de 1921. Casou-se com Carlos de Saavedra y Ozores, marquês de Villa Lobar e de Guimarey; com descendência.
- Iolanda de Ligne, nascida em 6 de maio de 1923. Casou-se com Karl Ludwig, arquiduque da Áustria; com descendência.
- Antônio de Ligne, nascido em 8 de março de 1925. Casou-se com Alice do Luxemburgo; com descendência.

## Títulos e Honras
- 10 de agosto de 1893 - 27 de agosto de 1918 : Sua Alteza o Príncipe Eugênio de Ligne
- 27 de agosto de 1918 - 23 de junho de 1937 : Sua Alteza o Príncipe-Hereditário de Ligne
- 23 de junho de 1937 - 26 de junho de 1960 : Sua Alteza o Príncipe de Ligne